# Paul Yoshinao Ōtsuka
Paul Yoshinao Ōtsuka (jap. パウロ大塚喜直 Pauro Ōtsuka Yoshinao; ur. 7 października 1954 w Kioto) – japoński duchowny rzymskokatolicki, od 1997 biskup diecezjalny Kioto.

## Życiorys
Święcenia kapłańskie przyjął 20 marca 1984 w diecezji Kioto. 3 marca 1997 papież Jan Paweł II mianował go ordynariuszem tej diecezji. Sakry udzielił mu 15 czerwca 1997 jego poprzednik Raymond Ken’ichi Tanaka.